# موسى أبو جزر
موسى أبو جزر (مواليد 25 أغسطس 1987) لاعب كرة قدم فلسطيني. يجيد اللعب في مركز الدفاع مع منتخب فلسطين الوطني و نادي شباب الخضر في دوري الضفة الغربية الفلسطيني.

## أهدافه الدولية
| #  | تاريخ          | مكان         | خصم   | نتيجة     | منافسة      |
| -- | -------------- | ------------ | ----- | --------- | ----------- |
| 1. | 17 نوفمبر 2012 | عمان، الأردن | سوريا | تعادل 1–1 | مباراة ودية |

## ألقاب شرفية

### المنتخب الوطني
- كأس التحدي الآسيوي: 2014

## روابط خارجية
- موسى أبو جزر على موقع قاعدة بيانات كرة القدم.إي يو (الإنجليزية)
- موسى أبو جزر على موقع ناشيونال فوتبول تيمز (الإنجليزية)
- موسى أبو جزر على موقع Soccerway.com (الإنجليزية)